# Lista de vencedores do Harvey Award
Esta é uma lista de vencedores do Harvey Award, divididos por categoria.

## Pessoas

### Melhor Roteirista
- 1988 – Alan Moore por Watchmen (DC)
- 1989 – Gilbert Hernandez por Love and Rockets (Fantagraphics Books)
- 1990 – Gilbert Hernandez por Love and Rockets (Fantagraphics Books)
- 1991 – Neil Gaiman por The Sandman (DC)
- 1992 – Neil Gaiman por The Sandman (DC)
- 1993 – Will Eisner por Invisible People (Kitchen Sink Press)
- 1994 – Scott McCloud por Understanding Comics (Tundra/Kitchen Sink Press)
- 1995 – Alan Moore por From Hell (Kitchen Sink Press)
- 1996 – Alan Moore por From Hell (Kitchen Sink Press)
- 1997 – Daniel Clowes por Eightball (Fantagraphics Books)
- 1998 – Kurt Busiek por suas contribuições em 1997, como Kurt Busiek's Astro City (Image/Homage), Avengers (Marvel Comics) e Thunderbolts (Marvel Comics)
- 1999 – Alan Moore por suas obras em 1998, como From Hell (Kitchen Sink Press) e Supreme (Awesome)
- 2000 – Alan Moore por The League of Extraordinary Gentlemen (ABC)
- 2001 – Alan Moore por Promethea (ABC)
- 2002 – Brian Azzarello 100 Bullets (DC)
- 2003 – Alan Moore por Promethea (ABC)
- 2004 – Chester Brown por Louis Riel (Drawn & Quarterly Publishing)
- 2005 – Daniel Clowes por Eightball (Fantagraphics Books)
- 2006 – Ed Brubaker por Captain America (Marvel Comics)
- 2007 – Ed Brubaker por Daredevil (Marvel Comics)
- 2008 – Brian K. Vaughan por Y: The Last Man (DC/Vertigo)[2]
- 2009 – Grant Morrison por All-Star Superman (DC)
- 2010 – Robert Kirkman por The Walking Dead (Image)
- 2011 – Roger Langridge por Thor: The Mighty Avenger (Marvel Comics)
- 2012 – Mark Waid por Daredevil (Marvel Comics)
- 2013 – Brian K. Vaughan por Saga (Image Comics)
- 2014 – Brian K. Vaughan por Saga (Image Comics)
- 2015 – Mark Waid por Daredevil (Marvel Comics)
- 2016 – Brian K. Vaughan por Saga (Image Comics)[3]

### Melhor Artista ou Desenhista
- 1988 – Dave Gibbons por Watchmen (DC)
- 1989 – Brian Bolland por Batman: The Killing Joke (DC)
- 1990 – Mark Schultz por Xenozoic Tales (Kitchen Sink Press)
- 1991 – Steve Rude por World's Finest (DC)
- 1992 – Mark Schultz por Xenozoic Tales (Kitchen Sink Press)
- 1993 – Mark Schultz por Xenozoic Tales (Kitchen Sink Press)
- 1994 – Alex Ross por Marvels (Marvel Comics)
- 1995 – Mike Mignola por Hellboy (Dark Horse Comics)
- 1996 – Mike Mignola por Hellboy (Dark Horse Comics)
- 1997 – Alex Ross por Kingdom Come (DC)
- 1998 – P. Craig Russell por seus trabalhos em Elric: Stormbringer (Dark Horse Comics/Topps Comics) e Dr. Strange: What Is It That Disturbs You, Stephen? (Marvel Comics)
- 1999 – Jaime Hernandez por seu trabalho em 1998, Penny Century (Fantagraphics Books)
- 2000 – Mike Mignola por Hellboy: Box Full of Evil (Dark Horse Comics/Maverick)
- 2001 – Jaime Hernandez por Penny Century (Fantagraphics Books)
- 2002 – Eduardo Risso por 100 Bullets (DC)
- 2003 – Eduardo Risso por 100 Bullets (DC)
- 2004 – Craig Thompson por Blankets (Top Shelf Productions)
- 2005 – Darwyn Cooke por DC: The New Frontier (DC)
- 2006 – J. H. Williams III por Promethea (DC/ABC/WildStorm)
- 2007 – Frank Quitely por All-Star Superman (DC)
- 2008 – Frank Quitely por All-Star Superman (DC)[2]
- 2009 – Gabriel Bá por The Umbrella Academy (Dark Horse Comics)
- 2010 – Robert Crumb por The Book of Genesis
- 2011 – Darwyn Cooke por Richard Stark's Parker: The Outfit (IDW)
- 2012 – J. H. Williams por Batwoman (DC Comics)
- 2013 – Fiona Staples por Saga (Image Comics)
- 2014 – Fiona Staples por Saga (Image Comics)
- 2015 – Fiona Staples por Saga (Image Comics)
- 2016 – Fiona Staples por Saga (Image Comics)

### Melhor Cartunista (Roteirista/Artista)
- 1988 – Paul Chadwick por Concrete (Dark Horse Comics)
- 1989 – Paul Chadwick por Concrete (Dark Horse Comics)
- 1990 – Chester Brown por Yummy Fur (Vortex)
- 1991 – Peter Bagge por Hate (Fantagraphics Books)
- 1992 – Dave Sim por Cerebus (Aardvark-Vanaheim)
- 1993 – Will Eisner por Invisible People (Kitchen Sink Press)
- 1994 – Jeff Smith por Bone (Cartoon Books)
- 1995 – Jeff Smith por Bone (Cartoon Books)
- 1996 – Jeff Smith por Bone (Cartoon Books/Image Comics)
- 1997 – Jeff Smith por Bone (Image Comics/Cartoon Books)
- 1998 – Sergio Aragonés, por seu trabalho em 1997, como Sergio Aragonés' Louder than Words (Dark Horse Comics)
- 1999 – Jeff Smith, por seu trabalho em 1998, como Bone (Cartoon Books)
- 2000 – Jeff Smith por Bone (Cartoon Books)
- 2001 – Al Jaffee por Mad (E.C. Publications, Inc.)
- 2002 – Daniel Clowes por Eightball (Fantagraphics Books)
- 2003 – Jeff Smith por Bone (Cartoon Books)
- 2004 – Craig Thompson por Blankets (Top Shelf Productions)
- 2005 – Jeff Smith por Bone (Cartoon Books)
- 2006 – Chris Ware por Acme Novelty Library (ACME Novelty Library)
- 2007 – Jaime Hernandez por Love and Rockets (Fantagraphics Books)
- 2008 – Darwyn Cooke por The Spirit (DC Comics)[2]
- 2009 – Al Jaffee por Tall Tales (Abrams Books)
- 2010 – Darwyn Cooke por Richard Stark's Parker: The Hunter (IDW Publishing)
- 2011 – Darwyn Cooke por Richard Stark's Parker: The Outfit (IDW)
- 2012 – Kate Beaton por Hark! A Vagrant (harkavagrant.com; Drawn and Quarterly)
- 2013 – Jaime Hernandez por Love and Rockets: New Stories (Fantagraphics Books)
- 2014 – Paul Pope por Battling Boy (First Second)
- 2015 – Terry Moore por Rachel Rising (Abstract Studios)
- 2016 – Stan Sakai por Usagi Yojimbo

### Melhor Arte-finalista
- 1988 – Al Williamson por Daredevil (Marvel Comics)
- 1989 – Al Williamson por Daredevil (Marvel Comics)
- 1990 – Al Williamson por Daredevil (Marvel Comics)
- 1991 – Al Williamson por Fafhrd and the Gray Mouser (Marvel Comics/Epic)
- 1992 – Jaime Hernandez por Love and Rockets (Fantagraphics Books)
- 1993 – Al Williamson por Spider-Man 2099 (Marvel Comics)
- 1994 – Al Williamson por Spider-Man 2099 (Marvel Comics)
- 1995 – Al Williamson por Spider-Man 2099 (Marvel Comics)
- 1996 – Kevin Nowlan por Superman vs. Aliens (DC/Dark Horse Comics)
- 1997 – Mark Schultz por Xenozoic Tales (Kitchen Sink Press)
- 1998 – Charles Burns, por seu trabalho em 1997, como Black Hole (Kitchen Sink Press)
- 1999 – Charles Burns por Black Hole (Fantagraphics Books)
- 2000 – Jaime Hernandez por Penny Century (Fantagraphics Books)
- 2001 – Charles Burns por Black Hole (Fantagraphics Books)
- 2002 – Charles Burns por Black Hole (Fantagraphics Books)
- 2003 – Jaime Hernandez por Love and Rockets (Fantagraphics Books)
- 2004 – Charles Burns por Black Hole (Fantagraphics Books)
- 2005 – Charles Burns por Black Hole (Fantagraphics Books)
- 2006 – Charles Burns por Black Hole (Fantagraphics Books)
- 2007 – Danny Miki por Eternals (Marvel Comics)
- 2008 – Kevin Nowlan por Witchblade (Top Cow/Image)[2]
- 2009 – Mark Morales por Thor (Marvel Comics)
- 2010 – Klaus Janson por The Amazing Spider-Man (Marvel Comics)
- 2011 – Mark Morales por Thor (Marvel Comics)
- 2012 – Joe Rivera por Daredevil (Marvel Comics)
- 2013 – Klaus Janson por Captain America (Marvel Comics)
- 2014 – Wade Von Grawbadger por All New X-Men (Marvel Comics)
- 2015 – Danny Miki por Batman (DC Comics)
- 2016 – Klaus Janson por Dark Knight III: The Master Race (DC Comics)

### Melhor Letreirista
- 1988 – Ken Bruzenak por American Flagg! (First)
- 1989 – Ken Bruzenak por Mr. Monster (Dark Horse Comics)
- 1990 – Ken Bruzenak por Black Kiss (Vortex)
- 1991 – Dan Clowes por Eightball (Fantagraphics Books)
- 1992 – Todd Klein por The Sandman (DC)
- 1993 – Todd Klein por The Sandman (DC)
- 1994 – Tom Orzechowski por Spawn (Image)
- 1995 – Todd Klein por The Sandman (DC)
- 1996 – Chris Ware por Acme Novelty Library (Fantagraphics Books)
- 1997 – Dan Clowes por Eightball (Fantagraphics Books)
- 1998 – Todd Klein, por seu trabalho em 1997, como Ka-Zar, Castle Waiting, Uncle Sam
- 1999 – Todd Klein, por seu trabalho em 1998, como House of Secrets e Captain America
- 2000 – Chris Ware por Acme Novelty Library (Fantagraphics Books)
- 2001 – Todd Klein por Castle Waiting (Cartoon Books)
- 2002 – Chris Ware por Acme Novelty Library (Fantagraphics Books)
- 2003 – Todd Klein por Promethea (ABC)
- 2004 – Dave Sim por Cerebus (Aardvark-Vanaheim)
- 2005 – Todd Klein por Wonder Woman (DC)
- 2006 – Chris Ware por Acme Novelty Library (ACME Novelty Library)
- 2007 – Stan Sakai por Usagi Yojimbo (Dark Horse Comics)
- 2008 – Chris Eliopoulos por Daredevil (Marvel Comics)[2]
- 2009 – John Workman por Marvel 1985 (Marvel Comics)
- 2010 – David Mazzucchelli por Asterios Polyp (Pantheon Books)
- 2011 – John Workman por Thor (Marvel Comics)
- 2012 – Chris Eliopoulos por Fear Itself (Marvel Comics)
- 2013 – Todd Klein por Fables (DC/Vertigo Comics)
- 2014 – Terry Moore por Rachel Rising (Abstract Studio)
- 2015 – Jack Morelli por Afterlife with Archie (Archie Comic Publications)
- 2016 – John Workman por Ragnarok (IDW Publishing)

### Melhor Colorista
- 1988 – John Higgins por Watchmen (DC)
- 1989 – John Higgins por Batman: The Killing Joke (DC)
- 1990 – Steve Oliff por Akira (Marvel Comics)
- 1991 – Steve Oliff por Akira (Marvel Comics/Epic Comics)
- 1992 – Steve Oliff por Akira (Marvel Comics/Epic Comics)
- 1993 – Jim Woodring por Tantalizing Stories Presents Frank In The River (Tundra)
- 1994 – Steve Oliff por Spawn (Image)
- 1995 – Steve Oliff/Olyoptics por Spawn (Image)
- 1996 – Chris Ware por Acme Novelty Library (Fantagraphics Books)
- 1997 – Chris Ware por Acme Novelty Library (Fantagraphics Books)
- 1998 – Chris Ware, por seu trabalho em 1997, como Acme Novelty Library (Fantagraphics Books)
- 1999 – Lynn Varley por 300 (Dark Horse Comics)
- 2000 – Chris Ware por Acme Novelty Library (Fantagraphics Books)
- 2001 – Laura DePuy por The Authority (WildStorm/DC)
- 2002 – Chris Ware por Acme Novelty Library (Fantagraphics Books)
- 2003 – Dave Stewart por Hellboy (Dark Horse Comics)
- 2004 – Chris Ware por Acme Novelty Datebook (Drawn & Quarterly Publishing)
- 2005 – Dave Stewart por DC: The New Frontier (DC)
- 2006 – Laura Martin por Astonishing X-Men (Marvel Comics)
- 2007 – Lark Pien por American Born Chinese (First Second Books)
- 2008 – Laura Martin por Thor (Marvel Comics)[2]
- 2009 – Dave Stewart por The Umbrella Academy (Dark Horse Comics)
- 2010 – Laura Martin por The Rocketeer: the Complete Adventures (IDW)
- 2011 – José Villarrubia por Cuba: My Revolution (Vertigo/DC)
- 2012 – Dave Stewart por Hellboy: The Fury (Dark Horse Comics)
- 2013 – Fiona Staples por Saga (Image Comics)
- 2014 – Dave Stewart por Hellboy: The Midnight Circus (Dark Horse Comics)
- 2015 – Dave Stewart por Hellboy in Hell (Dark Horse Comics)
- 2016 – Laura Allred por Silver Surfer (Marvel Comics)

### Melhor Capista
- 1996 – Alex Ross por Kurt Busiek's Astro City #1 (Image)
- 1997 – Alex Ross por Kingdom Come #1 (DC)
- 1998 – Alex Ross por Kurt Busiek's Astro City (Image/Homage), Batman: Legends of the Dark Knight #100 (DC) e Squadron Supreme (Marvel Comics)
- 1999 – Alex Ross por Kurt Busiek's Astro City (Image/Homage), Superman Forever (DC) e Superman: Peace on Earth (DC)
- 2000 – Chris Ware por Acme Novelty Library (Fantagraphics Books)
- 2001 – Adam Hughes por Wonder Woman (DC)
- 2002 – Adam Hughes por Wonder Woman (DC)
- 2003 – Adam Hughes por Wonder Woman (DC)
- 2004 – Charles Burns por Black Hole (Fantagraphics Books)
- 2005 – James Jean por Fables (DC/Vertigo)
- 2006 – James Jean por Fables (DC/Vertigo)
- 2007 – James Jean por Fables (DC/Vertigo)
- 2008 – Mike Mignola por Hellboy (Dark Horse Comics)[2]
- 2009 – James Jean por Fables (DC/Vertigo)
- 2010 – Mike Mignola por Hellboy: The Bride of Hell (Dark Horse Comics)
- 2011 – Mike Mignola por Hellboy (Dark Horse Comics)
- 2012 – J. H. Williams por Batwoman (DC Comics)
- 2013 – David Aja por Hawkeye (Marvel Comics)
- 2014 – Fiona Staples por Saga (Image Comics)
- 2015 – Fiona Staples por Saga (Image Comics)
- 2016 – Fiona Staples por Saga (Image Comics)

### Melhor Revelação
- 1990 – Jim Lee
- 1991 – Julie Doucet
- 1992 – Joe Quesada
- 1996 – Adrian Tomine
- 1997 – Jessica Abel por Artbabe (auto-publicada)
- 1998 – Steven Weissman por Yikes (Alternative Press, Inc.)
- 1999 – Kevin Smith por Clerks (Oni), Daredevil (Marvel Comics) e Jay and Silent Bob (Oni)
- 2000 – Craig Thompson por Good-bye, Chunky Rice e etc.
- 2001 – Michel Rabagliati por Drawn & Quarterly Vol. 3, #1, Paul in the Country, etc.
- 2002 – Jason por Hey Wait
- 2003 – Nick Bertozzi por Rubber Necker
- 2004 – Derek Kirk Kim por Same Difference and Other Stories (Alternative Comics)
- 2005 – Andy Runton por Owly (Top Shelf)
- 2006 – (empate) Roberto Aguirre-Sacasa por Marvel Knights 4 (Marvel Comics);
- 2006 – (empate) R. Kikuo Johnson por Night Fisher (Fantagraphics Books)
- 2007 – Brian Fies
- 2008 – Vasilis Lolos por Last Call (Oni Press)[2]
- 2009 – Bryan J. L. Glass por The Mice Templar (Image Comics)
- 2010 – Rob Guillory por Chew (Image Comics)
- 2011 – Chris Samnee por Thor: The Mighty Avenger (Marvel Comics)
- 2012 – Sara Pichelli por Ultimate Spider-Man (Marvel Comics)
- 2013 – Dennis Hopeless por Avengers Arena (Marvel Comics)
- 2014 – Chip Zdarsky por Sex Criminals (Image Comics)
- 2015 – Chad Lambert por "Kill Me" pela Dark Horse Presents (Dark Horse Comics)
- 2016 – Tom King por The Vision (Marvel Comics)

## Trabalhos

### Melhor Série Estreante
- 1988 – Concrete de Paul Chadwick (Dark Horse Comics)
- 1989 – Kings in Disguise de James Vance e Dan Burr (Kitchen Sink Press)
- 1990 – Eightball de Dan Clowes (Fantagraphics Books)
- 1991 – Hate de Peter Bagge (Fantagraphics Books)
- 1992 – Cages de Dave McKean, assistido por Clare Haythornthwaite (Tundra)
- 1993 – Madman de Michael Dalton Allred (Tundra)
- 1994 – Captain Sternn de Bernie Wrightson e Shephard Hendrix; editada por Phil Amara (Tundra/Kitchen Sink Press)
- 1995 – Acme Novelty Library de Chris Ware; editada por Kim Thompson (Fantagraphics Books)
- 1996 – Kurt Busiek's Astro City de Kurt Busiek e Brent Anderson (Image)
- 1997 – Leave It to Chance de James Robinson e Paul Smith, editada por Jonathan Peterson (Image)
- 1998 – Penny Century de Jaime Hernandez, editada por Gary Groth (Fantagraphics Books)
- 1999 – The Spirit: New Adventures de vários artistas, editada por Katie Garnier
- 2000 – Weasel de Dave Cooper, editada por Gary Groth (Fantagraphics Books)
- 2001 – Luba's Comix and Stories de Gilbert Hernandez, editada por Gary Groth (Fantagraphics Books)
- 2002 – La Perdida de Jessica Abel (Fantagraphics Books)
- 2003 – Rubber Necker de Nick Bertozzi (Alternative)
- 2004 – Plastic Man de Kyle Baker (DC)
- 2005 – Michael Chabon Presents: The Amazing Adventures of the Escapist (Dark Horse Comics)
- 2006 – Young Avengers (Marvel Comics)
- 2007 – Will Eisner's The Spirit (DC)
- 2008 – The Umbrella Academy (Dark Horse Comics)[2]
- 2009 – Echo (Abstract Studios)
- 2010 – Chew (Image Comics)
- 2011 – American Vampire de Scott Snyder, Stephen King e Rafael Albuquerque (Vertigo/DC Comics)
- 2012 – Daredevil de Mark Waid e Paolo Rivera (Marvel Comics)
- 2013 – Saga de Brian K. Vaughan e Fiona Staples (Image Comics)
- 2014 – Sex Criminals de Matt Fraction e Chip Zdarsky (Image Comics)
- 2015 – Southern Bastards da Image Comics
- 2016 – Paper Girls da Image Comics

### Melhor Série ou Minissérie
- 1988 – Watchmen de Alan Moore e Dave Gibbons (DC)
- 1989 – Love and Rockets de Jaime Hernandez e Gilbert Hernandez (Fantagraphics Books)
- 1990 – Love and Rockets de Jaime Hernandez e Gilbert Hernandez (Fantagraphics Books)
- 1991 – Eightball de Dan Clowes (Fantagraphics Books)
- 1992 – Eightball de Dan Clowes, editada por Gary Groth (Fantagraphics Books)
- 1993 – The Sandman de Neil Gaiman e vários artistas, editada por Karen Berger (DC)
- 1994 – Marvels de Kurt Busiek e Alex Ross; editada por Marcus McLaurin (Marvel Comics)
- 1995 – From Hell de Alan Moore e Eddie Campbell; editada por Phil Amara (Kitchen Sink Press)
- 1996 – Sin City de Frank Miller (Dark Horse Comics)
- 1997 – Eightball de Dan Clowes, editada por Gary Groth (Fantagraphics Books)
- 1998 – Kurt Busiek's Astro City de Kurt Busiek e Brent Anderson (Image/Homage)
- 1999 – 300 de Frank Miller e Lynn Varley (Dark Horse Comics)
- 2000 – Acme Novelty Library de Chris Ware, editada por Kim Thompson (Fantagraphics Books)
- 2001 – Acme Novelty Library de Chris Ware, editada por Kim Thompson (Fantagraphics Books)
- 2002 – 100 Bullets (DC)
- 2003 – The League of Extraordinary Gentlemen de Alan Moore e Kevin O'Neill (ABC)
- 2004 – The League of Extraordinary Gentlemen Volume II de Alan Moore e Kevin O'Neill (ABC/WildStorm/DC)
- 2005 – DC: The New Frontier de Darwyn Cooke (DC)
- 2006 – Runaways de Brian K. Vaughan (Marvel Comics)
- 2007 – Daredevil de Ed Brubaker e Michael Lark (Marvel Comics)
- 2008 – All-Star Superman (DC Comics)[2]
- 2009 – All-Star Superman (DC Comics)
- 2010 – The Walking Dead (Image Comics)
- 2011 – Love and Rockets: Volume 3 de Jaime Hernandez e Gilbert Hernandez (Fantagraphics)
- 2012 – Daredevil de Mark Waid e Paolo Rivera (Marvel Comics)
- 2013 – Saga de Brian K. Vaughan e Fiona Staples (Image Comics)
- 2014 – Saga de Brian K. Vaughan e Fiona Staples (Image Comics)
- 2015 – Saga de Brian K. Vaughan e Fiona Staples (Image Comics)
- 2016 – Saga de Brian K. Vaughan e Fiona Staples (Image Comics)

### Melhor Álbum Infanto-juvenil
- 2010 – The Muppet Show Comic Book (BOOM! Studios)
- 2011 – Tiny Titans de Art Baltazar e Franco Aureliani (DC Comics)
- 2012 – Anya's Ghost de Vera Brosgol (First Second)
- 2013 – Adventure Time de Ryan North (KaBOOM! Studios)
- 2014 – Adventure Time de Ryan North (KaBOOM! Studios)
- 2015 –  Lumberjanes de Shannon Watters, Grace Ellis e ND Stevenson (BOOM! Box)
- 2016 –  Lumberjanes de Shannon Watters, Grace Ellis e ND Stevenson (BOOM! Box)

### Melhor Edição ou História
- 1988 – Watchmen #9 de Alan Moore e Dave Gibbons (DC)
- 1989 – Batman: The Killing Joke de Alan Moore, Brian Bolland e John Higgins (DC)
- 1990 – Eightball #1 de Dan Clowes (Fantagraphics Books)
- 1991 – Eightball #3 de Dan Clowes (Fantagraphics Books)
- 1992 – Xenozoic Tales #11 de Mark Schultz e Steve Stiles, editada por Dave Schreiner (Kitchen Sink Press)
- 1993 – Tantalizing Stories Presents Frank In The River de Jim Woodring e Mark Martin (Tundra)
- 1994 – Batman: Mad Love de Paul Dini e Bruce W. Timm; editada por Scott Peterson (DC)
- 1995 – Marvels #4 de Kurt Busiek e Alex Ross; editada por Marcus McLaurin (Marvel Comics)
- 1996 – Kurt Busiek's Astro City #1 de Kurt Busiek e Brent Anderson (Image)
- 1997 – Acme Novelty Library #7 de Chris Ware, editada por Kim Thompson (Fantagraphics Books)
- 1998 – Eightball #18 de Dan Clowes, editada por Gary Groth (Fantagraphics Books)
- 1999 – Penny Century #3: "Home School" de Jaime Hernandez (Fantagraphics Books)
- 2000 – Acme Novelty Library #13 de Chris Ware (Fantagraphics Books)
- 2001 – Superman and Batman: World's Funnest de Evan Dorkin & vários artistas (DC)
- 2002 – Eightball #22 (Fantagraphics Books)
- 2003 – The League of Extraordinary Gentlemen Vol. II #1, de Alan Moore e Kevin O'Neill (ABC)
- 2004 – Gotham Central #6-10 de Greg Rucka e Michael Lark (DC) e Love and Rockets #9 de Gilbert Hernandez e Jaime Hernandez (Fantagraphics Books)
- 2005 – Eightball #23 de Daniel Clowes (Fantagraphics Books)
- 2006 – Love and Rockets vol. 2 #15 (Fantagraphics Books)
- 2007 – Civil War #1 (Marvel Comics)
- 2008 – All-Star Superman # 8 (DC Comics)[2]
- 2009 – Y: The Last Man #60 de Brian K. Vaughan & Pia Guerra (DC/Vertigo)
- 2010 – Asterios Polyp de David Mazzucchelli (Pantheon)
- 2011 – Daytripper de Fábio Moon e Gabriel Bá (Vertigo/DC Comics)
- 2012 – Jim Henson's Tale Of Sand de Ramón Pérez (Archaia Entertainment)
- 2013 – Saga #1 de Brian K. Vaughan e Fiona Staples (Image Comics)
- 2014 – Pizza Is My Business da Hawkeye #11 de Matt Fraction e David Aja (Marvel Comics)
- 2015 – Breaking Out in Dark Horse Presents #35 (Dark Horse Comics)
- 2016 –  Peanuts: A Tribute to Charles M. Schulz (BOOM! Studios)

### Melhor Graphic Novel Original
- 1988 – Watchmen de Alan Moore e Dave Gibbons (DC)
- 1989 – Batman: The Killing Joke de Alan Moore e Brian Bolland (DC)
- 1990 – Ed the Happy Clown de Chester Brown (Vortex)
- 1991 – Why I Hate Saturn de Kyle Baker (Piranha Press)
- 1992 – To the Heart of the Storm de Will Eisner editada por Dave Schreiner (Kitchen Sink Press)
- 1993 – Fairy Tales of Oscar Wilde de Oscar Wilde e P. Craig Russell (NBM Publishing)
- 1994 – Understanding Comics de Scott McCloud; editada por Mark Martin (Tundra/Kitchen Sink Press)
- 1995 – Our Cancer Year de Harvey Pekar, Joyce Brabner e Frank Stack (Four Walls Eight Windows)
- 1996 – Stuck Rubber Baby de Howard Cruse; editada por Bronwyn Carlton Taggart (Paradox)
- 1997 – Fax from Sarajevo de Joe Kubert, editada por Bob Cooper (Dark Horse Comics)
- 1998 – Sin City: Family Values de Frank Miller, editada por Diana Schutz (Dark Horse Comics)
- 1999 – You Are Here de Kyle Baker (Paradox)
- 2000 – Batman: War on Crime de Paul Dini e Alex Ross, editada por Charles Kochman e Joey Cavalieri (DC)
- 2001 – Last Day in Vietnam de Will Eisner, editada por Diana Schutz (Dark Horse Comics/Maverick)
- 2002 – The Golem's Mighty Swing de James Sturm (Drawn and Quarterly)
- 2003 – The Cartoon History of the Universe III: From the Rise of Arabia to the Renaissance de Larry Gonick (W. W. Norton)
- 2004 – Blankets de Craig Thompson (Top Shelf Productions)
- 2005 – Blacksad 2 de Juanjo Guarnido e Juan Díaz Canales (iBooks/Komikwerks)
- 2006 – Tricked de Alex Robinson (Top Shelf Productions)
- 2007 – Pride of Baghdad de Brian K. Vaughan e Niko Henrichon (DC/Vertigo)
- 2008 – Scott Pilgrim Gets It Together de Bryan Lee O'Malley (Oni Press)[2]
- 2009 – Too Cool To Be Forgotten de Alex Robinson (Top Shelf Productions)
- 2010 – Asterios Polyp de David Mazzucchelli (Pantheon)
- 2011 – Scott Pilgrim Volume 6: Scott Pilgrim's Finest Hour de Bryan Lee O'Malley (Oni Press)
- 2012 – Jim Henson's Tale Of Sand de Ramón K. Pérez e Jim Henson (Archaia Entertainment)
- 2013 – Richard Stark's Parker: The Score de Darwyn Cooke (IDW)
- 2014 – The Fifth Beatle: The Brian Epstein Story de Vivek Tiwary, Andrew Cornell Robinson e Kyle Baker (Dark Horse)
- 2015 – Jim Henson's The Musical Monsters of Turkey Hollow de Roger Langridge e Jim Henson (Archaia/BOOM! Studios)
- 2016 – March: Book Two (Top Shelf Productions)

### Melhor Graphic Novel Adaptada
- 1991 – Warts and All de Drew Friedman e Josh Alan Friedman (Raw/Penguin Books)
- 1992 – Maus II, também conhecido como Maus: A Survivor's Tale II — And Here My Troubles Began, de Art Spiegelman (Pantheon)
- 1993 – Hey Look! de Harvey Kurtzman, editada por Dave Schreiner (Kitchen Sink Press)
- 1994 – The Complete Bone Adventures (Cartoon Books), reedição colorida como Bone: Out from Boneville (Scholastic Corporation) de Jeff Smith
- 1995 – Marvels de Kurt Busiek e Alex Ross; editada por Marcus McLaurin (Graphitti Graphics)
- 1996 – Hellboy: The Wolves of Saint August de Mike Mignola; editada por Barbara Kesel e Scott Alley (Dark Horse Comics)
- 1997 – Astro City: Life in the Big City de Kurt Busiek e Brent Anderson,  editada por Ann Huntington Busiek (Homage)
- 1998 – Batman: Black and White de vários criadores, editada por Bob Kahan, direção artística de Robbin Brosterman, Mark Chiarello e Georg Brewer (DC)
- 1999 – Cages de Dave McKean (Kitchen Sink Press)
- 2000 – From Hell de Alan Moore e Eddie Campbell (Eddie Campbell Comics)
- 2001 – Jimmy Corrigan, the Smartest Kid on Earth de Chris Ware, editada por Chip Kidd (Pantheon)
- 2002 – Lone Wolf and Cub de Kazuo Koike e Goseki Kojima (Dark Horse Comics)
- 2003 – 20th Century Eightball de Daniel Clowes (Fantagraphics)
- 2004 – Louis Riel de Chester Brown (Drawn & Quarterly Publishing)
- 2005 – Bone: One Volume Edition de Jeff Smith (Cartoon Books)
- 2006 – Black Hole de Charles Burns (Pantheon)
- 2007 – Absolute New Frontier de Darwyn Cooke (DC)
- 2008 – Captain America Omnibus, Volume 1 de Ed Brubaker, Steve Epting e Mike Perkins (Marvel Comics)[2]
- 2009 – Nat Turner de Kyle Baker (Abrams Books)
- 2010 – The Mice Templar Volume 1 de Bryan J. L. Glass e Michael Avon Oeming (Image Comics)
- 2011 – Beasts of Burden: Animal Rites de Evan Dorkin e Jill Thompson (Dark Horse Comics)
- 2012 – The Death-Ray de Daniel Clowes (Drawn & Quarterly)
- 2013 – Alien: The Illustrated Story de Archie Goodwin e Walter Simonson (Titan Books)
- 2014 – Mouse Guard Volume Three: The Black Axe de David Petersen (BOOM! Studios/Archaia)
- 2015 – Mouse Guard Baldwin the Brave and other tales de Peter Petersen (Archaia/BOOM! Studios)
- 2016 – The Less Than Epic Adventures of TJ and Amal (Iron Circus Comics)

### Melhor Antologia
- 1990 – A1 de vários criadores (Atomeka)
- 1991 – Raw, editada por Art Spiegelman e Françoise Mouly (Raw/Penguin)
- 1992 – Dark Horse Presents, editada por Randy Stradley (Dark Horse)
- 1993 – Dark Horse Presents, editada por Randy Stradley (Dark Horse)
- 1994 – Blab!, editada por Monte Beauchamp (Kitchen Sink Press)
- 1995 – Dark Horse Presents, editada por Bob Schreck e Randy Stradley (Dark Horse)
- 1996 – Drawn & Quarterly, editada por Marina Lesenko (Drawn & Quarterly)
- 1997 – Dark Horse Presents, editada por Bob Schreck (Dark Horse)
- 1998 – Dark Horse Presents, editada por Bob Schreck & Jamie S. Rich (Dark Horse Comics)
- 1999 – Oni Double Feature, editada por Bob Schreck (Oni)
- 2000 – Tomorrow Stories, editada por Scott Dunbier (ABC)
- 2001 – Drawn & Quarterly Vol. 3 #1, editada por Chris Oliveros (Drawn & Quarterly)
- 2002 – Bizarro (DC Comics)
- 2003 – Comics Journal Summer Special 2002 (Fantagraphics)
- 2004 – Drawn & Quarterly #5, editada por Chris Oliveros (Drawn & Quarterly Publishing)
- 2005 – (empate): Michael Chabon Presents: The Amazing Adventures of the Escapist, editada por Diana Schutz (Dark Horse);
- 2005 – (empate): McSweeney's Quarterly Concern #13, editada por Chris Ware (McSweeney's Books)
- 2006 – Solo (DC Comics)
- 2007 – Flight vol. 3 (Ballantine Books)
- 2008 – Popgun vol. 1, editada por Mark Andrew Smith & Joe Keatinge (Image Comics)[2]
- 2009 – Comic Book Tattoo, editada por Rantz Hoseley & Tori Amos (Image Comics)
- 2010 – Wednesday Comics (DC Comics)
- 2011 – Popgun # 4, editada por D.J. Kirkbride, Anthony Wu e Adam P. Knave (Image Comics)
- 2012 – Dark Horse Presents, editada por Mike Richardson (Dark Horse)
- 2013 – Dark Horse Presents, editada por Mike Richardson (Dark Horse)
- 2014 – Dark Horse Presents, editada por Mike Richardson (Dark Horse)
- 2015 – Dark Horse Presents, editada por Mike Richardson (Dark Horse)
- 2016 – Peanuts: A Tribute To Charles M. Schulz (KaBOOM!/BOOM! Studios)[1]

### Melhor Tira ou Cartum
- 1990 – Calvin and Hobbes de Bill Watterson (Universal Press Syndicate)
- 1991 – Calvin and Hobbes de Bill Watterson (Universal Press Syndicate)
- 1992 – Calvin and Hobbes de Bill Watterson (Universal Press Syndicate)
- 1993 – Calvin and Hobbes de Bill Watterson (Universal Press Syndicate)
- 1994 – Calvin and Hobbes de Bill Watterson (Universal Press Syndicate)
- 1995 – Calvin and Hobbes de Bill Watterson (Universal Press Syndicate)
- 1996 – Calvin and Hobbes de Bill Watterson (Universal Press Syndicate)
- 1997 – Dilbert de Scott Adams (United Feature)
- 1998 – Mutts de Patrick McDonnell (King Features Syndicate)
- 1999 – For Better or For Worse de Lynn Johnston (United Feature Syndicate)
- 2000 – Peanuts de Charles M. Schulz
- 2001 – Mutts de Patrick McDonnell (King Features Syndicate)
- 2002 – Mutts de Patrick McDonnell (King Features Syndicate)
- 2003 – Mutts de Patrick McDonnell (King Features Syndicate)
- 2004 – Maakies de Tony Millionaire
- 2005 – Mutts de Patrick McDonnell (King Feature Syndicate)
- 2006 – Maakies de Tony Millionaire (Self-syndicated)
- 2007 – The K Chronicles de Keith Knight
- 2008 – Doonesbury de Garry Trudeau (Universal Press Syndicate)[2]
- 2009 – Mutts de Patrick McDonnell (King Features Syndicate)
- 2010 – Mutts de Patrick McDonnell (King Features Syndicate)
- 2011 – Doonesbury de Garry Trudeau (Universal Press Syndicate)
- 2012 – Cul De Sac de Richard Thompson (Universal Press Syndicate)
- 2013 – Dick Tracy de Mike Curtis e Joe Staton (Tribune Media Services)
- 2014 – Dick Tracy de Mike Curtis e Joe Staton (Tribune Media Services)
- 2015 – Dick Tracy de Mike Curtis e Joe Staton (Tribune Content Agency)
- 2016 – Bloom County de Berkeley Breathed (Universal Uclick)

### Melhor Apresentação Jornalística, Biográfica ou Histórica
- 1990 – The Comics Journal, editada por Gary Groth (Fantagraphics)
- 1991 – The Comics Journal, editada por Gary Groth e Helena Harvilicz (Fantagraphics)
- 1992 – The Comics Journal, editada por Gary Groth, Helena Harvilicz e Frank Young (Fantagraphics)
- 1993 – The Comics Journal, editada por Gary Groth e Frank Young (Fantagraphics)
- 1994 – Understanding Comics de Scott McCloud; editada por Mark Martin (Tundra/Kitchen Sink Press)
- 1995 – The Comics Journal editada por Gary Groth e Frank Young (Comics Journal Inc.)
- 1996 – Crumb, dirigida por Terry Zwigoff, produzida por Terry Zwigoff e Lynn O'Donnell (Sony Pictures)
- 1997 – The Comics Journal, editada por Gary Groth e Tom Spurgeon (Fantagraphics Books)
- 1998 – The Comics Journal, editada por Gary Groth (Fantagraphics)
- 1999 – The Comics Journal, editada por Gary Groth e Tom Spurgeon (Fantagraphics)
- 2000 – The Comics Journal (Fantagraphics)
- 2001 – The Comics Journal (Fantagraphics)
- 2002 – Jack Cole and Plastic Man, editada por Steve Korte (Chronicle Books)
- 2003 – B. Krigstein Vol. 1 (Fantagraphics)
- 2004 – Comic Art (Comic Art)
- 2005 – Comic Book Artist, editada por Jon B. Cooke (Top Shelf Productions)
- 2006 – The Comics Journal, editada por Gary Groth (Fantagraphics)
- 2007 – Art Out of Time, editada por Dan Nadel (Harry N. Abrams)
- 2008 – Reading Comics: How Graphic Albums Work and What They Mean de Douglas Wolk (Da Capo Press)[2]
- 2009 – Kirby: King of Comics de Mark Evanier (Abrams Books)
- 2010 – Art of Harvey Kurtzman: The Mad Genius of Comics de Denis Kitchen e Paul Buhle (Abrams ComicArts)
- 2011 – The Art of Jaime Hernandez: The Secrets of Life And Death, editada por Todd Ignite (Abrams ComicArts)
- 2012 – Genius Isolated: The Life And Art Of Alex Toth de Dean Mullaney e Bruce Canwell (IDW)
- 2013 – Robot 6 (Comic Book Resources)
- 2014 – The Fifth Beatle: The Brian Epstein Story de Vivek Tiwary, Andrew Robinson e Kyle Baker (Dark Horse)
- 2015 – Teenage Mutant Ninja Turtles The Ultimate Visual History de Andrew Farago (Insight Editions)
- 2016 – March: Book Two (Top Shelf  Productions)

### Melhor Edição Americana de Material Estrangeiro
- 1988 – Álbum da série Moebius de Jean Giraud (também conhecido como Moebius) (Marvel)
- 1989 – Incal de Alejandro Jodorowsky e Jean "Moebius" Giraud (Marvel)
- 1990 – Akira de Katsuhiro Otomo (Marvel)
- 1991 – Lt. Blueberry de Jean "Moebius" Giraud (Marvel/Epic)
- 1992 – Akira de Katsuhiro Otomo (Marvel/Epic)
- 1993 – Akira de Katsuhiro Otomo (Marvel/Epic)
- 1994 – Billie Holiday de José Antonio Muñoz e Carlos Sampayo; editada por Gary Groth, Robert Boyd e Kim Thompson (Fantagraphics)
- 1995 – Druuna: Carnivora, de Paolo Eleuteri Serpieri; editada por Debra Rabas (Heavy Metal/Kitchen Sink Press)
- 1996 – Akira de Katsuhiro Otomo; traduzida por Yoko Umezawa e Jo Duffy; editada por Kochi Yuri, Hisataka Nishitani e Marie Javins (Marvel Comics/Epic)
- 1997 – Gon de Masashi Tanaka, editada por Andrew Helfer (DC/Paradox Press)
- 1998 – Drawn & Quarterly de vários criadores, editada por Chris Oliveros, Marina Lesenko e Steve Solomos (Drawn & Quarterly)
- 1999 – A Jew in Communist Prague, vol. 3: "Rebellion" de Vittorio Giardino, editada por Terry Nantier, traduzida por Joe Johnson (NBM)
- 2000 –  Star Wars: The Manga de Toshiki Kudo e Shin-Ichi Hiromoto baseada nas histórias de George Lucas, editada por David Land (Dark Horse)
- 2001 – Lone Wolf and Cub de Kazuo Koike & Goseki Kojima, editada por Mike Hansen (Dark Horse)
- 2002 – Lone Wolf & Cub de Kazuo Koike & Goseki Kojima (Dark Horse Comics)
- 2003 – Lone Wolf & Cub de Kazuo Koike & Goseki Kojima (Dark Horse Comics)
- 2004 – Persepolis de Marjane Satrapi (Pantheon Books)
- 2005 – Buddha de Osamu Tezuka (Vertical Inc.)
- 2006 – Buddha de Osamu Tuzuka (Vertical Inc.)
- 2007 – (empate): Abandon the Old in Tokyo de Yoshihiro Tatsumi (Drawn & Quarterly);
- 2007 – (empate): Moomin de Tove Jansson (D&Q)
- 2008 – Eduardo Risso's Tales of Terror de Eduardo Risso (Dynamite Entertainment)[2]
- 2009 – Gus and His Gang (First Second Books)
- 2010 – The Art of Osamu Tezuka: The God of Manga de Helen McCarthy (Abrams ComicArts)
- 2011 – Blacksad de Juan Díaz Canales e Juanjo Guarnido (Dark Horse Comics)
- 2012 – The Manara Library, vol. 1: Indian Summer and Other Stories de Milo Manara (Dark Horse Comics)
- 2013 – Blacksad: A Silent Hell de Juan Diaz Canales e Juanjo Guarnido (Dark Horse)
- 2014 – Attack on Titan de Hajime Isayama (Kodansha Comics USA)
- 2015 – Blacksad: Amarillo de Juan Diaz Canales e Juanjo Guarnido (Dark Horse)
- 2016 – (empate): Two Brothers (Dark Horse Comics) e Corto Maltese: Beyond the Windy Isles (IDW Publishing)

### Melhor Reimpressão de Material Americano
- 1988 – The Spirit de Will Eisner (Kitchen Sink)
- 1989 – Complete Crumb Comics de Robert Crumb (Fantagraphics)
- 1990 – Complete Little Nemo In Slumberland de Winsor McCay (Fantagraphics)
- 1991 – Complete Crumb Comics de Robert Crumb (Fantagraphics)
- 1992 – Complete Crumb Comics de Robert Crumb (Fantagraphics)
- 1993 – Complete Crumb Comics de Robert Crumb (Fantagraphics)
- 1994 – Complete Little Nemo in Slumberland Vol. 6 de Winsor McCay; editada por Bill Blackbeard (Fantagraphics)
- 1995 – The Complete Crumb Comics de Robert Crumb; editada por Gary Groth e Robert Boyd; direção artística de Mark Thompson (Fantagraphics)
- 1996 – The Complete Crumb Comics Vol. II de Robert Crumb; editada por Mark Thompson (Fantagraphics Books)
- 1997 – Batman: The Dark Knight Returns (edição de luxo pelo 10.º aniversário) de Frank Miller, série original co-editada por Dick Giordano e Dennis O'Neil, republicação editada por Archie Goodwin e Bob Kahan (DC Comics)
- 1998 – Jack Kirby's New Gods de Jack Kirby e editada por Bob Kahan (DC Comics)
- 1999 – DC Archives: Plastic Man de Jack Cole e editada por Bob Kahan e Rick Taylor (DC)
- 2000 – DC Archive Series editada por Dale Crain (DC Comics)
- 2001 – Spirit Archives de Will Eisner, editada por Dale Crain (DC)
- 2002 – Spirit Archives (DC Comics)
- 2003 – Krazy and Ignatz (Fantagraphics)
- 2004 – Krazy and Ignatz de George Herriman, editada por Bill Blackbeard (Fantagraphics)
- 2005 – The Complete Peanuts 1950-52 de Charles Schulz (Fantagraphics)
- 2006 – Little Nemo in Slumberland: So Many Splendid Sundays (Sunday Press Books)
- 2007 – The Complete Peanuts (Fantagraphics)
- 2008 – The Complete Peanuts (Fantagraphics)[2]
- 2009 – The Complete Peanuts (Fantagraphics)
- 2010 – The Rocketeer: The Complete Adventures de Dave Stevens; editada por Scott Dunbier (IDW)
- 2011 – Dave Stevens' Rocketeer: Artist's Edition projetada por Randall Dahlk; editada por Scott Dunbier (IDW)
- 2012 – Walt Simonson's The Mighty Thor, Artist's Edition (IDW)
- 2013 – David Mazzucchelli’s Daredevil Born Again: Artist’s Edition, editada por Scott Dunbier (IDW)
- 2014 – The Best of Comix Book: When Marvel Comics Went Underground, editada por Denis Kitchen e John Lind (Kitchen Sink Books/Dark Horse)
- 2015 – Nick Fury, Agent of S.H.I.E.L.D. Artist's Edition, editada por Jim Steranko (IDW)
- 2016 – Crimson Vol. 1 (Boom! Studios)

### Melhor HQ Online
- 2006 – American Elf de James Kochalka, American Elf
- 2007 – The Perry Bible Fellowship de Nicholas Gurewitch, PDF comics
- 2008 – The Perry Bible Fellowship de Nicholas Gurewitch, PDF comics[2]
- 2009 – High Moon de David Gallaher, Steve Ellis, & Scott O. Brown, High Moon
- 2010 – PvP de Scott Kurtz, PvP
- 2011 – Hark! A Vagrant de Kate Beaton, Hark! A Vagrant
- 2012 – Hark! A Vagrant de Kate Beaton, Hark! A Vagrant
- 2013 – Battlepug de Mike Norton, Battlepug
- 2014 – Battlepug de Mike Norton, Battlepug
- 2015 – The Private Eye de Brian K. Vaughan, Marcos Martin e Muntsa Vicente, Panel Syndicate
- 2016 – Battlepug de Mike Norton, Battlepug

## Prêmios especiais

### Prêmio Especial para Humor em Quadrinhos
- 1989 – Bill Watterson por Calvin and Hobbes (Universal Press Syndicate/Andrews McMeel Publishing)
- 1990 – Sergio Aragonés
- 1991 – Sergio Aragonés
- 1992 – Sergio Aragonés
- 1993 – Sergio Aragonés
- 1994 – Jeff Smith
- 1995 – Sergio Aragonés
- 1996 – Evan Dorkin
- 1997 – Sergio Aragonés
- 1998 – Sergio Aragonés
- 1999 – Sergio Aragonés
- 2000 – Sergio Aragonés por Groo, etc.
- 2001 – Sergio Aragonés por Groo, etc.
- 2002 – Evan Dorkin por Dork (Slave Labor Graphics)
- 2003 – Evan Dorkin por Dork (Slave Labor Graphics)
- 2004 – Tony Millionaire, Sock Monkey (Dark Horse Comics)
- 2005 – Kyle Baker por Plastic Man (DC)
- 2006 – Kyle Baker por Plastic Man (DC)
- 2007 – Bryan Lee O'Malley por Scott Pilgrim & The Infinite Sadness (Oni Press)
- 2008 – Nicholas Gurewitch The Perry Bible Fellowship (www.pbfcomics.com)[2]
- 2009 – Al Jaffee por Tall Tales (Abrams Books)
- 2010 – Bryan Lee O'Malley por Scott Pilgrim #5 (Oni Press)
- 2011 – Roger Langridge por The Muppet Show Comic Book (BOOM! Studios)
- 2012 – Kate Beaton por Hark! A Vagrant (harkavagrant.com; edição impressa pela Drawn and Quarterly)
- 2013 – Ryan North por Adventure Time (KaBOOM! Studios)
- 2014 – Ryan North por Adventure Time (KaBOOM! Studios)
- 2015 – Chip Zdarsky por Sex Criminals (Image Comics)
- 2016 – Chip Zdarsky por Howard the Duck (Marvel Comics)

### Prêmio Especial por Destaque na Apresentação
- 1988 – Watchmen de Alan Moore e Dave Gibbons (DC)
- 1989 – Hardboiled Defective Stories de Charles Burns, design de Art Spiegelman e Françoise Mouly (Raw/Pantheon)
- 1990 – Arkham Asylum de Grant Morrison e Dave McKean (DC)
- 1991 – Complete Little Nemo in Slumberland de Winsor McCay, editada por Richard Marschall, projetado por Dale Crain (Fantagraphics Books)
- 1992 – Complete Little Nemo in Slumberland de Winsor McCay, editada por Richard Marschall, direção artística de Dale Crain (Fantagraphics Books)
- 1993 – Batman: Night Cries de Archie Goodwin e Scott Hampton, editada por Denny O'Neil, direção artística de Robbin Brosterman (DC)
- 1994 – Marvels de Kurt Busiek e Alex Ross; editada por Marcus McLaurin; design de Joe Kaufman e Comicraft (Marvel Comics)
- 1995 – Acme Novelty Library de Chris Ware; editada por Kim Thompson (Fantagraphics Books)
- 1996 – Acme Novelty Library de Chris Ware; editada por Kim Thompson; direção artística de Chris Ware (Fantagraphics Books)
- 1997 – Acme Novelty Library de Chris Ware; editada por Kim Thompson, direção artística de Chris Ware (Fantagraphics Books)
- 1998 – Acme Novelty Library de Chris Ware; editada por Kim Thompson, direção artística de Chris Ware (Fantagraphics Books)
- 1999 – Acme Novelty Library de Chris Ware; editada por Kim Thompson, direção artística de Chris Ware (Fantagraphics Books)
- 2000 – Acme Novelty Library #13 de Chris Ware (Fantagraphics Books)
- 2001 – Jimmy Corrigan de Chris Ware, projetado por Chris Ware (Pantheon)
- 2002 – Spirit Archives projetado por Amie Brockway-Metcalf  (DC)
- 2003 – Krazy and Ignatz, projetado por Chris Ware (Fantagraphics Books)
- 2004 – Acme Novelty Datebook de Chris Ware (Drawn & Quarterly Publishing)
- 2005 – The Complete Peanuts 1950-52 de Charles Schulz, projetado por Seth (Fantagraphics Books)
- 2006 – Little Nemo in Slumberland: So Many Splendid Sundays de Winsor McCay (Sunday Press Books)
- 2007 – Lost Girls, direção artística de Brett Warnock e Matt Kindt (Top Shelf Productions)
- 2008 – EC Archives, vários, editada por Russ Cochran (Gemstone Comics)[2]
- 2009 – Kirby: King of Comics de Mark Evanier (Abrams Books)
- 2010 – The Rocketeer: The Complete Adventures de Dave Stevens; editada por Scott Dunbier(IDW)
- 2011 – Dave Stevens' Rocketeer: Artist's Edition, projetado por Randall Dahlk e editada por Scott Dunbier (IDW)
- 2012 – Walt Simonson's The Mighty Thor, Artist's Edition (IDW)
- 2013 – Building Stories de Chris Ware (Pantheon Books)
- 2014 – The Best Of Comix Book: When Marvel Comics Went Underground, John Lind, Kitchen Sink Books/(Dark Horse Comics)
- 2015 – Little Nemo: Dream Another Dream de Andrew Carl, Josh O'Neill e Chris Stevens (Locust Moon Press)
- 2016 – Peanuts: A Tribute to Charles M. Schulz de Scott Newman (Kaboom!/Boom! Studios)

### Jack Kirby Hall of Fame ("Prêmio especial de excelência")
Concedido até 2001.
- 1989 – Wally Wood
- 1990 – Steve Ditko
- 1990 – Alex Toth
- 1991 – Jack Cole, Basil Wolverton
- 1992 – Walt Kelly, Bernard Krigstein
- 1993 – Jerry Siegel, Joe Shuster
- 1994 – Bill Finger, Bob Kane
- 1995 – Bill Everett, Stan Lee
- 1996 – Carl Burgos, Sheldon Mayer, Julius Schwartz
- 1997 – Retroativo: C. C. Beck, William Gaines
- 1997 – Lifetime Achievement ["Pelas Realizações em Vida"]: Gil Kane, Joe Kubert
- 1997 – Internacional: Jean Giraud, also known as Moebius
- 1998 – Retroativo: Reed Crandall, Gardner F. Fox
- 1998 – Lifetime Achievement ["Pelas Realizações em Vida"]: Carmine Infantino, Murphy Anderson
- 1998 – Internacional: Milo Manara
- 1999 – Retroativo: Otto Binder, Morton Meskin
- 1999 – Lifetime Achievement ["Pelas Realizações em Vida"]: Neal Adams, Frank Frazetta, John Romita, Sr.
- 1999 – Internacional; Georges Remi, também conhecido como Hergé
- 2000 – Sem premiação
- 2001 – Retroativo: Mort Weisinger
- 2001 – Lifetime Achievement ["Pelas Realizações em Vida"]: Sheldon Moldoff
- 2001 – Internacional: Guido Crepax

### The Hero Initiative Lifetime Achievement Award (prêmio especial em honra a longa carreira)
- 2006 – George Pérez
- 2006 – John Romita, Sr.
- 2007 – Joe Kubert
- 2011 – Stan Lee
- 2016 – Joe Giella